# Song Chong-gug
Song Chong-gug (* 20. Februar 1979 in Busan) ist ein ehemaliger südkoreanischer Fußballspieler.
Song ist einer der Stars des südkoreanischen Fußballs. Er begann bei Busan I'Park in der K-League mit 22 Jahren. Zuvor war er schon in südkoreanischen Auswahlmannschaften tätig gewesen, bei der Junioren-WM 1999, bei Olympia 2000 und im Konföderationen-Pokal 2001. Bei der Heim-WM 2002 kam dann sein großer Durchbruch. Beim 4. Platz der Südkoreaner war er ein wichtiger Spieler in allen sieben Partien und erzielte einen Treffer, obwohl er eher in der Abwehr oder dem defensiven Mittelfeld spielt.
Sein überzeugender WM-Auftritt verhalf ihm zu einem Auslandsengagement in den Niederlanden beim Spitzenclub Feyenoord Rotterdam. Dort verbrachte er zweieinhalb erfolgreiche Jahre und kam trotz größerer Verletzungspausen zu 53 Einsätzen in der Eredivisie sowie zu 5 Champions-League- und 6 UEFA-Cup-Spielen. Die Verletzungen und Meinungsverschiedenheiten mit dem neuen Trainer beendeten seine Auslandszeit und er kehrte vorzeitig zurück in die K-League zu den Suwon Bluewings. Dort konnte er mit der Meisterschaft 2008 seinen ersten Titel gewinnen. Im Jahr 2010 wechselte er zu al-Shabab nach Saudi-Arabien. Nach zwei weiteren halbjährigen Stationen bei Ulsan Hyundai und Tianjin Teda beendete er Ende 2011 seine Karriere.
Allerdings setzte Song Chong-Gug auch dort eine langwierige Knöchelverletzung lange außer Gefecht und erst Anfang 2006 kehrte er wieder zurück. Deswegen war seine Vorbereitungszeit für die Fußball-Weltmeisterschaft 2006 in Deutschland zu kurz gewesen und so wurde er im WM-Aufgebot Südkoreas nur einmal eingesetzt.
Song ist einer der populärsten Sportler seines Heimatlandes. Seine Hochzeit wurde 2003 sogar live im koreanischen Fernsehen übertragen.

## Titel / Erfolge
- A3 Champions Cup 2005
- Südkoreanischer Meister: 2008